# Salvador Pineda
Salvador Pineda (ur. 12 lutego 1952 roku w  Meksyku) – aktor meksykański występujący w rolach złoczyńców w telenowelach i filmach meksykańskich, jak również w hollywoodzkich niskobudżetowych produkcjach. W Polsce znany z telenowel: Prawo do narodzin z Veronicą Castro, Ty albo nikt i Esmeralda.

## Życiorys
Dorastał w Michoacán. Debiutował w telenoweli Televisa Rina (1977–78). Przełomem w karierze była postać Enrique w telenoweli Colorina (1980). Pineda wraz z Andresem Garcią są uważani za największy amantów lat 80. w telenowelach meksykańskich. Pojawiał się na zdjęciach w licznych czasopismach i magazynach. Jego silna budowa ciała i szeroka klatka piersiowa stawiała go do roli silnego robotnika lub głównego bohatera - przystojnego amanta. Pracował także dla telenowel portorykańskich z programem Canal 2. Także próbował śpiewać, nagrał nawet płytę CD.
Z nieudanego związku małżeńskiego z wenezuelską aktorką Mayrą Alejandrą ma syna Aarona Salvadora.

## Filmografia

### Telenowele
- 1977-78: Rina jako El Nene
- 1978: Ladronzuela
- 1978: Rosalia jako Leonel
- 1979: J.J. Juez
- 1979: Lágrimas negras
- 1980: Colorina jako Enrique
- 1981: Prawo do narodzin (El Derecho de nacer) jako Alfredo
- 1981: Soledad jako Andrés Sánchez Fuentes
- 1985: Bianca Vidal jako José Miguel
- 1985: Ty albo nikt (Tú o nadie) jako Maximiliano 'Maxalbenis
- 1986: El Camino secreto jako David
- 1987: Como la hiedra jako Lorenzo 'El Tigre' Navarro
- 1988: Mi nombre es coraje jako Jerónimo
- 1990: El Magnate jako Rodrigo
- 1990: Mi pequeña Soledad jako Gerardo
- 1994: Marielena jako Esteban
- 1994: Guadalupe jako Antonio
- 1995: Morelia jako Federico Campos Miranda
- 1997: Esmeralda jako dr Lucio Malaver
- 1998: La Mentira jako dr Francisco Moguel
- 1999: Besos prohibidos jako Felipe
- 2000: Golpe bajo jako Andrés Carranza
- 2002: El País de las mujeres jako Aquiles
- 2003: Te amaré en silencio jako Emilio
- 2004: Inocente de ti jako Rubén
- 2008: El Jurament jako ksiądz Salvador
- 2009-2010: Dzikie serce (Corazón salvaje) jako Arcadio
- 2014: Włoska narzeczona (Muchacha italiana viene a casarse) jako Dante Dávalos

### Filmy fabularne
- 1978: Los Triunfadores
- 1980: A fuego lento
- 1983: Podstępny występ (Las Apariencias engañan)
- 1984: Nokaut (Nocaut) jako Latino
- 1985: La Casa que arde de noche
- 1986: Chiquita pero picosa jako Alberto Velasco
- 1987: Złe ptaki (El Ataque de los pájaros) jako Joe
- 1991: Furia de venganza
- 1991: Dos cruces en el ocaso
- 1991: Błąd śmiertelny (Error mortal)
- 1992: Mi destino es la violencia
- 1992: Perros de presa
- 1992: En la mira del odio
- 1997: Cruzando el Rio Bravo: Frontera asesina
- 1997: Dos colombianos
- 1997: Yo no necesito claves
- 1997: Volver a nacer
- 1997: Tormenta de muerte
- 1997: Operativo Camaleon jako Camaleon
- 1997: El Gato de la sierra
- 1997: Susana Santiago
- 1998: Nagie kłamstwa (Naked Lies) jako porucznik Gabriel Rivas
- 1998: Preparados para morir
- 1998: Fin de semana tragico
- 1998: Un Pasado violento
- 1998: La Banda de la silverado negra
- 1998: La Marca del Alacran (El Hombre de Medellín IV)
- 1998: El Precio de la fama
- 1999: La Captura del capo
- 1999: Las Novias del traficante
- 1999: Ogrodnik (El Jardinero) jako Mario Argumedo
- 1999: El Mensajero del miedo
- 1999: La Venganza del cuatrero
- 2000: Cuando hierve la sangre
- 2000: Tres reos
- 2002: Las Muertas de Juarez
- 2002: La Banda de los tanditos
- 2002: Błąd dowódcy (El Error del comandante)
- 2003: Muerte lenta
- 2005: Morderstwo na brzegu (La Migra) jako Senor Paco
- 2006: La Mataviejitas
- 2007: Sangre de gallo jako Salvador